# Mystków
Mystków – wieś w Polsce, położona w województwie małopolskim, w powiecie nowosądeckim, w gminie Kamionka Wielka.
W latach 1975–1998 wieś położona była w województwie nowosądeckim.

## Integralne części wsi
| przysiółki | Jaroszówka, Kiełbasówka, Niżna Wola |
| części wsi | Dębina, Dybówka, Działek, Głębuczek, Jamniczka, Łabowa, Okrągłe, Pod Lasem, Półzagrodzie, Skałka, Ugory, Wyżna Wola, Za Potokiem, Za Tunelem, Zabrzezina, Banickówka |

## Historia
Z materiałów źródłowych wynika, że miejscowość powstała w 1324 roku. Król Władysław Łokietek nadał wójtowi Mikołajowi 40 łanów położonych między rzekami Osadlnica (obecnie Łubinka) i Jamnica (Jamnicki Potok). Szybko nastąpił karczunek lasu, zagospodarowanie terenu i w 1326 roku stanął w Mystkowie kościół parafialny pod wezwaniem św. Mikołaja. Mystków leżał na szlaku handlowym biegnącym z Nowego Sącza, przez Falkową do Biecza. Już w XVI w. istniała tutaj biblioteka parafialna. W roku 1427 wieś została wykupiona przez króla Władysława Jagiełłę. Początkowo wieś sąsiadowała z Wolą Mystkowską, która później została jej przysiółkiem. Ówcześnie była to miejscowość duża i bogata, należąca do najstarszych w starostwie sądeckim. W Mystkowie istniał folwark, cegielnia, browar i karczma. W Mystkowie miały miejsce wypadki, zwane rzezią galicyjską. Tylko dzięki proboszczowi parafii, baron, właściciel folwarku, uniknął śmierci.
Mystkowa nie ominęła zawierucha I wojny światowej, przetoczyły się przez miejscowość wojska rosyjskie i austriackie. Na cmentarzu po tych wydarzeniach pozostały trzy mogiły. W czasie II wojny światowej w Mystkowie działało podziemie. Jego członkowie skupieni byli głównie w Batalionach Chłopskich. Po wojnie we wsi wybudowano dom ludowy, szkołę, drogę, remizę strażacką, wodociąg i gazociąg.

## Współczesność
Mystków rozciąga się pomiędzy dwiema rzekami: Łubinką i Kamionką, na kilkunastu wzgórzach. Najwyższe z nich ma wysokość ponad 550 m n.p.m. Od strony zachodniej rozpościera się widok na Kotlinę Sądecką i panoramę Nowego Sącza. W dali widoczne jest pasmo Jaworzyny z Jaworzyną i Przehybą oraz Beskid Wyspowy i Gorce z Turbaczem. Do Mystkowa najlepiej przyjechać od strony Nowego Sącza, po drodze zwiedzając Muzeum Etnograficzne (skansen). Zgromadzono w nim zabytki związane z czterema grupami etnicznymi – góralami od Łącka, Lachami Sądeckimi, Pogórzanami i Łemkami. Jadąc szosą do Mystkowa mija się pobliskie wsie - Falkową i Kunów. W centrum wsi stoi neobarokowy, stuletni kościół pod wezwaniem św. Filipa i Jakuba. W nim można obejrzeć zabytkowe ołtarze, malowidła, sklepienia (projektowane przez prof. dr W. Zina) oraz witraże z krakowskiej pracowni Stefana Matejki. W ołtarzu głównym znajduje się obraz Matki Bożej Niepokalanie Poczętej zwanej też Matką Boską Mystkowską.
Tuż obok kościoła stoi kompleks budynków: drewniany dom ludowy, remiza strażacka i biblioteka wiejska. W budynku znajdującym się kilkadziesiąt metrów dalej mieści się Szkoła Podstawowa i Gimnazjum Publiczne im. ks. prof. Piotra Poręby. W domu ludowym siedzibę swoją ma Dziecięcy Zespół Folklorystyczny „Mali Mystkowianie”, którego członkami są dzieci ze szkoły podstawowej oraz młodzież tamtejszego gimnazjum. Uzdolnione plastycznie dzieci uczęszczają na kółko plastyczne prowadzone przez Bernardę Stolarską, która w wolnych chwilach tworzy obrazy na szkle oraz drewniane rzeźby. W domu ludowym ćwiczy również kilkudziesięcioosobowa orkiestra dęta, pod batutą Józefa Kalisza, skupiająca dzieci, młodzież i dorosłych z Mystkowa i Mszalnicy.

## Zabytki
Obiekt wpisany do rejestru zabytków nieruchomych województwa małopolskiego.
- Kościół parafialny pw. św. Filipa i św. Jakuba.

## Turystyka
Mystków połączony jest z sąsiadującymi miejscowościami licznymi trasami rowerowymi. Wzdłuż tras znajdują się przydrożne kapliczki i pomniki przyrody.

## Ochotnicza straż pożarna
W Mystkowie działa Ochotnicza straż pożarna. Została założona w 1950 (Formalnie w 1951 roku). 4 Maja 2016 jednostka została włączona do Krajowego systemu ratowniczo-gaśniczego. Na wyposażeniu są 3 samochody bojowe: Nissan Navara SLRR, Volvo FL280 GBARt 3/29 oraz GCBM 12/16 Renault Premium.